# コールドフィンガーガール
「コールドフィンガーガール」は、栗山千明の3枚目のシングル。2011年1月26日にDefSTAR RECORDSから発売された。

## 解説
前作から2ヶ月ぶりのシングルで、通常盤、初回生産限定盤、期間生産限定盤の3種リリース。通常盤と初回生産限定盤にはトレーディングカード「コールドフィンガーガール」4種より1枚がランダムに封入されており、さらに初回生産限定盤には表題曲のPVを収録したDVDが同梱されている。期間生産限定盤には「レベルE」描き下ろし「栗山レンジャー&カラーレンジャー」ワイドキャップステッカー、「レベルE」描き下ろし「栗山レンジャー」トレーディングカード2種より1枚がランダム封入されている。
栗山千明「コールドフィンガーガール」発売記念イベント『コールドフィンガーガールナイト』が、2010年1月26日にはラゾーナ川崎プラザで、2010年1月29日にはアーバンドック ららぽーと豊洲で行われた。
- 「コールドフィンガーガール」は、アニメ『レベルE』のオープニングテーマとして使用されている。PONTIACSのボーカル・浅井健一が作詞・作曲・プロデュースに加え、ボーカルでも参加。後に自身のバンドでも、タイトルを「Cold Finger Girl」としてセルフカバーされた。

## 収録曲

### CD
| #  | タイトル                     | 作詞           | 作曲     | 編曲     | 時間 |
| -- | ---------------------------- | -------------- | -------- | -------- | ---- |
| 1. | 「コールドフィンガーガール」 | 浅井健一       | 浅井健一 | PONTIACS | 3:55 |
| 2. | 「月面軟着陸」               | エンドウヒロシ | 飛内将大 | 川口圭太 | 4:16 |

| #  | タイトル                                                 | 作詞 | 作曲・編曲 | 時間 |
| -- | -------------------------------------------------------- | ---- | ---------- | ---- |
| 1. | 「コールドフィンガーガール」                             |      |            | 3:55 |
| 2. | 「月面軟着陸」                                           |      |            | 4:19 |
| 3. | 「コールドフィンガーガール（Instrumental）」             |      |            | 3:55 |
| 4. | 「コールドフィンガーガール（レベルEオープニング ver.）」 |      |            | 1:29 |

### DVD
| #  | タイトル                                                    | 作詞 | 作曲・編曲 | 監督     |
| -- | ----------------------------------------------------------- | ---- | ---------- | -------- |
| 1. | 「コールドフィンガーガール ROCK SHORT FILM」                |      |            | 番場秀一 |
| 2. | 「コールドフィンガーガール ROCK SHORT FILM メイキング映像」 |      |            |          |